# 세영운수
세영운수 유한회사(世泳運輸 有限會社)는 광주광역시의 시내버스 운송 업체이다. 본사는 광주광역시 남구 송암로98번길 11 (송하동)에 위치해 있다. 광주광역시 시내버스 업체중 최초로 저상버스를 출고한 업체로 직행좌석 1개, 급행노선 1개, 간선노선 3개, 지선노선 5개를 운영하고 있다.

## 연혁
- 1980년 1월 1일: 동양운수(東洋運輸)라는 상호로 회사 광주여객 광주 송하 영업소 분리 독립 설립
- 2009년: 동양운수에서 현재의 사명으로 변경

## 현황
2016년 5월 기준이다.
| 운행업체 | 면허 대수 | 면허 대수 | 면허 대수  | 면허 대수 | 주소                 | 면허 일자      |
| -------- | --------- | --------- | ---------- | --------- | -------------------- | -------------- |
| 운행업체 | 대수 합계 | 시내버스  | 농어촌버스 | 시외버스  | 주소                 | 면허 일자      |
| 세영운수 | 74        | 74        | -          | -         | 남구 송암로98번길 11 | 1980년 3월 3일 |

## 운행 노선
- ● 좌석02번: 무등산국립공원(증심사) ~ 한국에너지공과대학본관(대진운수, 대창운수, 동화운수, 라정시내, 삼아교통, 을로운수, 삼원운수, 대원시내, 현대교통 공동운행)
- ● 수완03번: 송원대 ~ 대창운수 ( 광주종합버스터미널 경유)(대원시내, 대진운수, 대창운수, 동화운수, 을로운수, 삼원운수 공동운행)
- ● 진월07번: 송암공단 ~ 살레시오고등학교
- ● 수완12번: 무등산국립공원(증심사) ~ 돈보스학교
- ● 일곡28번: 매월동 ~ 살레시오고등학교(라정시내버스, 을로운수 공동운행)
- ● 송암72번: 송암공단 ~ 수완지구(KS병원) (운천역 경유)
- ● 진월78번: 광주김치타운 ~ 이동, 임정
- ● 지원152번: 도웅리(화순능주) ~ 전대치과병원(을로운수 공동운행)
- ● 419번: 살레시오고등학교 ~ 조선대학교(대인시장 경유)
- ● 1187-1번: 무등산국립공원(원효사) ~ 전남여고

## 보유 차량

#### 현대자동차
- 현대 뉴 카운티
- 현대 그린시티
- 현대 뉴 슈퍼 에어로시티
- 현대 저상 뉴 슈퍼 에어로시티
- 현대 블루시티
- 현대 일렉시티
- 현대 뉴 프리미엄 유니버스 엘레강스

#### MAN
- MAN 라이온스 시티